# Jo Vonlanthen
Jo Vonlanthen, švicarski dirkač Formule 1, * 31. maj 1942, St. Ursen, Švica.
Jo Vonlanthen je upokojeni švicarski dirkač Formule 1. V svoji karieri je nastopil le na eni dirki za Veliko nagrado Avstrije v sezoni 1975, ko je z dirkalnikom Williams FW03 odstopil v štirinajstem krogu zaradi okvare motorja. 

## Popoln pregled rezultatov Formule 1
(legenda) (odebeljene dirke pomenijo najboljši štartni položaj, poševne pa najhitrejši krog, †-uvrščen kljub odstopu)
| Leto | Moštvo                     | Šasija        | Motor       | 1   | 2   | 3   | 4   | 5   | 6   | 7   | 8   | 9   | 10 | 11  | 12      | 13  | 14  | Prv | Toč |
| ---- | -------------------------- | ------------- | ----------- | --- | --- | --- | --- | --- | --- | --- | --- | --- | -- | --- | ------- | --- | --- | --- | --- |
| 1975 | Frank Williams Racing Cars | Williams FW03 | Cosworth V8 | ARG | BRA | JAR | ŠPA | MON | BEL | ŠVE | NIZ | FRA | VB | NEM | AVT Ret | ITA | ZDA | -   | 0   |